# Manuel Medina Ortega
Manuel Medina Ortega (ur. 15 grudnia 1935 w Arrecife) – hiszpański polityk, profesor, były członek Parlamentu Europejskiego.

## Życiorys
W młodości studiował prawo na Universidad de La Laguna. Ukończył także studia na Columbia University. W 1961 doktoryzował się w zakresie nauk prawnych. Pracował jako wykładowca na wyższych uczelniach, m.in. jako profesor na macierzystej uczelni i na Uniwersytet Complutense w Madrycie. Na pierwszej z tych uczelni pełnił funkcję zastępcy rektora, na drugiej był m.in. zastępcą dziekana i dziekanem wydziału nauk politycznych i socjologii oraz dyrektorem instytutu studiów edukacyjnych.
Zaangażował się w działalność Hiszpańskiej Socjalistycznej Partii Robotniczej. Był przewodniczącym organizacji na Wyspach Kanaryjskich. W 1982 uzyskał mandat do Kongresu Deputowanych, który sprawował przez pięć lat.
W 1986 został posłem do Parlamentu Europejskiego. W PE zasiadał nieprzerwanie do 2009, m.in. jako wiceprzewodniczący (1986–1987) i wiceprzewodniczący Komisji Prawnej (1989–1992).